# 地中海对话
地中海对话（英语：Mediterranean Dialogue）是于1994起北约与地中海七个国家之间的合作论坛。其既定目标是“在整个地区建立良好的关系和更好的相互理解和信任，促进地区安全与稳定，并解释北约的政策和目标。”
对话反映了北约的观点，即欧洲的安全与地中海的安全与稳定息息相关。它还加强和补充了欧盟-地中海伙伴关系和欧洲安全与合作组织的地中海倡议。

## 成员
地中海对话最初是从五个国家开始的，但之后又增加了两个。

北约成员国
独立合作与和平伙伴关系计划
地中海对话

- 埃及 (1995年2月加入)
- 阿尔及利亚 (2000年3月加入)
- 以色列 (1995年2月加入)
- 约旦 (1995年11月加入)
- 毛里塔尼亚 (1995年2月加入)
- 摩洛哥 (1995年2月加入)
- 突尼西亞 (1995年2月加入)

### 利比亚
在2012年芝加哥北约峰会上，北约国家元首通过地中海对话发表声明，称利比亚“如果愿意”作为北约伙伴持积极态度。但利比亚尚未对此作出回应。

## 个人合作计划（ICP）
2006 年 10 月 16 日，北约和以色列在加强的地中海对话下敲定了有史以来的首个个人合作计划，以色列将为北约海上行动积极奋进做出贡献。ICP涵盖了许多共同感兴趣的领域，例如打击恐怖主义和地中海联合军事演习。与埃及（2007 年）和约旦（2009年）签署了更多ICP协议，北约预计未来将与更多地中海对话成员国签署进一步协议。